# 張宓
张宓（1279年—1344年5月20日），字可大，元朝济南历城（今山东济南）人。张荣的孙子，张邦宪的儿子。
张宓年幼时以质子至藩府入侍皇曾孙海山。海山即位为元武宗，任命他为尚沐奉御。泰定帝时，张宓任彰德路总管。元文宗天历年間，历任山北廉訪副使、保定路总管、平江路总管。元顺帝元统二年（1334年），入朝为吏部尚书，元統三年（1335年）转任岭北行省参知政事，因病归乡。至正三年（1343年），起复，担任山東東西道宣慰使，后来致仕归家。至正四年（1344年），六十六岁去世。 